# Atletismo nos Jogos Pan-Americanos de 1971 - 800 m feminino
A prova dos 800 m feminino nos Jogos Pan-Americanos de 1971 foi realizada em Cali, Colômbia.

## Medalhistas
| Ouro                       | Prata                          | Bronze                    |
| Abigail Hoffman CAN Canadá | Doris Brown USA Estados Unidos | Penny Werthner CAN Canadá |

## Resultados
| Posição           | Nome            | Nacionalidade      | Tempo   | Notas |
| ----------------- | --------------- | ------------------ | ------- | ----- |
| Medalha de ouro   | Abigail Hoffman | CAN Canadá         | 2:05.54 |       |
| Medalha de prata  | Doris Brown     | USA Estados Unidos | 2:05.90 |       |
| Medalha de bronze | Penny Werthner  | CAN Canadá         | 2:06.32 |       |
| 4                 | Terry Crawford  | USA Estados Unidos | 2:09.01 |       |
| 5                 | Gloria González | CHI Chile          | 2:13.08 |       |
| 6                 | Nilda Fernández | ARG Argentina      | 2:14.31 |       |
| 7                 | Roslaia Abadía  | PAN Panamá         | 2:20.08 |       |